# دستور جمهورية الكونغو الديمقراطية
يُعتبر دستور جمهورية الكونغو الديمقراطية القانون الأعلى في البلاد، وقد تم تنقيحه و / أو استبداله عدة مرات منذ الاستقلال عام 1960. وهو «القانون الأساسي» التي تستمد جميع القوانين الأخرى مضمونها. كما أنه لا يمكن أن يكون القانون مخالفا للدستور، وبالتالي لا يمكن معارضته أو التقليل من أهميته.
يضم الدستور الخاص بالكونغو الديمقراطية مختلف الفصول التي تهتم بشتى هياكل الدولة الرسمية مثل الرموز التي تميزها عن البلدان الأخرى كالعلم والنشيد الوطني والعملة الوطنية، إضافة إلى شكل الدولة (اتحادي أو وحدوي) والنظام السياسي وعمليات الاقتراع وطنيا وإقليميا، كما تهتم أيضا بتحديد مسؤولية وسير عمل القضاء ومختلف المؤسسات الأخرى.

## التاريخ

### الجمهورية الأولى
بعد استقلال الكونغو الديمقراطية عام 1960، استغرقت البلاد مدة 4 سنوات من أجل إنجاز دستور دائم، وهو دستور 1 أغسطس 1964 ويسمى «دستور لويلابوغ». ينص على دولة فيديرالية ذات نظام برلماني ومتعدد الأحزاب إضافة إلى برلمان يضم مجلسين اثنين. أُنشأ هذا الدستور بواسطة لجنة دستورية ترئسها جوزيف إيليو وتولى أمانتها العامة مارسيل ليهو وضمت أيضا مجموعة من الشبان الأكاديميين من بينهم إتيان تشيسيكيدي...

### الجمهورية الثانية
نَصَّ دستور 1 يونيو 1967 أو «دستور الجمهورية الثانية» ويُسمى «الدستور الثوري» الذي تم تحسينه بدعم من مارسيل ليهو على أن تكون الدولة وحدوية ضمن نظام رئاسي، ويسمح على الأقل بتوفير حزبين اثنين -ولكن على أرض الواقع حزب واحد فقط- إضافة إلى برلمان أحادي المجلس بمعنى جمعية وطنية واحدة.
- تنقيح 17 أبريل 1970 (المرسوم بقانون رقم 70/025).
- تنقيح 15 أغسطس 1974 (المرسوم بقانون رقم 74/020).
- تنقيح 15 فبراير 1978.
- تنقيح 19 فبراير 1980 (المرسوم بقانون رقم 80/007).
- تنقيح 15 نوفمبر 1980 (المرسوم بقانون رقم 80/012).
- تنقيح 31 ديسمبر 1982 (المرسوم بقانون رقم 82/004).

المُعدل في أبريل 1990.

## التحول
تم إنشاء دستور التحول أو «القانون الدستوري الانتقالي أبريل 1994» من قبل المؤتمر الوطني السيادي في أبريل 1992 من أجل تحقيق التحول الديمقراطي، ولكنه أُلغي من قبل لوران ديزيريه كابيلا عند استلائه على السلطة بمساعدة المتمردين التابعين لتحالف القوى الديمقراطية من أجل تحرير الكونغو في 17 مايو 1997.
واستحدثت الكونغو الديمقراطية نصوصا دستورية منذ 1997 إلى غاية نهاية حرب الكونغو الثانية رسميا عام 2003:
- مرسوم قانون في مايو 2007 من قبل لوران ديزيريه كابيلا.
- قانون دستوري انتقالي في نوفمبر 1998.
- دستور التحول أبريل 2003.

## دستور 2005
بقي دستور التحول (2003) ساريا حتى اعتماد مشروع دستور في 18 و 19 ديسمبر 2005 الذي قبله المواطنون عن طريق الاستفتاء وذلك قبل إنشاء المؤسسات الجديدة التي تم إدراجها، وقد تم إصداره رسميا في 18 فبراير 2006 من قبل الرئيس جوزيف كابيلا وسيدخل حيز التنفيذ عند إكمال إنشاء هذه المؤسسات.

### الأحكام العامة
ذُكر في دستور 2005 تقسيمات إقليمية تضم كينشاسا-المدينة و25 مقاطعة أخرى وستكون فعالة في 36 شهرا بعد تنصيب المؤسسات المنصوص عليها في الدستور.
الشعار الجديد للبلاد: «عدالة - سلم - عمل».

### الدولة الوحدوية والفدرالية
لم يُذكر في الدستور بشكل هام شكل الدولة المعتمد (وحدوية - فدرالية)، ومع ذلك فإنه يؤكد على دولة متحدة وغير مجزئة. وعلى أرض الواقع، فإن الدولة تعتمد النظام الوحدوي، فهي تتميز بنفوذها الذي يضم كل الأقاليم اللامركزية إضافة إلى جهاز شرطة وطني واحد وسلطة قضائية واحدة، وتنصيب المحافظين ونواب المحافظين من قبل رئيس الجمهورية. وتعتمد النظام الفيديرالي وذلك من خلال تقاسم القوى بين الحكومة المركزية ومقاطعات الأخرى والإدارة الحرة للمحافظات من أجل دعم الموارد البشرية المادية والمالية بشكل منفصل عن الدولة.

### التعددية السياسية
وفقا لمشروع الدستور، فإن كل مواطن كونغولي له الحق في تشكيل حزب سياسي أو الانضمام إلى واحد حسب ما يراه مناسبا، وهو حق مدني سياسي لجميع الكونغوليين. يجب أن تعمل الأحزاب السياسية بالتوافق مع النظام والقانون والآداب العامة. ويمكن تمويل حملاتها الانتخابية ومختلف أنشطتها من خلال الدعم الحكومي بموجب القانون. وعموما فإن نظام الحزب الواحد غير دستوري في جمهورية الكونغو الديمقراطية.

### الجنسية والمواطنة
تُعتبر الجنسية الكونغولية حصرية. وازدواج الجنسية من المستحيلات نظريا. وتُعرف المواطنة ب: انتماء أي شخص إلى الجماعات العرقية بما في ذلك الأقاليم والأشخاص، مكونين بما أصبح يُسمى الكونغو (جمهورية الكونغو الديمقراطية حاليا) عند الاستقلال.
أي مواطن كونغولي لم يخسر حقوقه السياسية بحكم قرار محكمة أو بحكم القانون هو مواطن الكونغولي.
يحدد القانون العضوي شروط الاعتراف وفقدان واكتساب واسترداد الجنسية الكونغولية.

### الحقوق والواجبات
تم تعريف الحقوق المدنية والسياسية والاقتصادية والاجتماعية والثقافية والجماعية، وكذلك واجبات جميع المواطنين في الباب الثالث من الدستور - مشروع القانون غير الرسمي بخصوص الحقوق والواجبات -. ويذكر الباب الثالث أيضا أن الجهل بقانون ما لايُعتبر ذريعة دفاع في المحكمة أو في أي مكان.
أما بخصوص الزواج، فقد ذُكر في المادة 40 الحق لكل مواطن <<الزواج من الشخص الذي يختاره من الجنس الآخر وتكوين أسرة>> وبالتالي يُمنع الزواج المثلي.

### السلط
- السلطة التنفيذية

لايمكن للرئيس أن يبقى في الحكم أكثر من فترتين رئاسيتين مدة كل منهما خمس سنوات، كما يجب أن يكون سنه على الأقل 30 عاما.
- السلطة التشريعية

يتم انتخاب النواب عن المحافظات لمدة 5 سنوات.
- السلطة القضائية

تم تعويض المحكمة العليا بهيئات جديدة وهي المحكمة الدستورية ومحكمة النقض ومجلس الدولة.
- المالية العامة

تعود 40٪ من عائدات الضرائب للمحافظات و 60٪ للحكومة الوطنية. ولكن تشهد ترتيبات توزيع هذه العوائد اختلاف واضحا بين السياسيين.
- الشرطة الوطنية
- القوات المسلحة
- المحافظات

تم تعزيز دورها في البلاد. فهي تهتم بإدارة وظائف عدة على المستوى الوطني، كم يتم تقاسم الوظائف الأخرى أو تُسير كليا من قبل الحكومة الوطنية.

### التنقيحات
تم تعديل 8 مواد من الدستور في يناير 2011 والفصول التي تم تنقيحها لا تقتصر على الانتخابات الرئاسية فقط بل تتجاوز أحكاما هامة أخرى مثل تنظيم تقسيم المقاطعات والبرلمان، ومن المواد المنقحة:
- المادة 71، 110، 126، 149، 197، 198.[5]

## روابط خارجية
- دستور الكونغو الديمقراطية.